# Операциональная теория интеллекта
 Операциональная теория интеллекта — концепция развития интеллекта человека, предложенная Жана Пиаже. Теория даёт целостную картину интеллектуального развития ребёнка.

## Суть теории
Суть концепции состоит в том, что интеллект представляет собой совокупность взаимозависимых обратимых операций и состоит из нескольких стадий: сенсомоторная, дооперациональная, конкретно-операциональная и формально-операциональная. Стадии сменяют друг друга только когда достигается равновесие между организмом и внешней средой, предыдущая стадия является базой для последующей, то есть происходит вращивание структур, сформированных на предыдущей стадии. В своей теории Пиаже делает акцент на том, что фактор равновесия организма и внешней среды играет один из ключевых моментов в смене стадий. Организм стремится находиться в равновесии для оптимального функционирования, и интеллект — самое совершенное средство для этого. Иными словами, организм прилагает усилия, чтобы адаптироваться к произошедшему нарушению равновесия между средой и самим организмом. Адаптация включает в себя такие понятия, противоположные по своим функциям :
- Ассимиляция — это ответное действие организма на окружающую среду. Оно происходит, когда организм уже имеет некую схему, и объект встраивается в неё (например, в рефлекторный акт сосания встраиваются все новые объекты).

- Аккомодация — действие, которое сама среда оказывает на организм изменение самой схемы действия, основываясь на особенностях объекта (например, трансформация схемы сосания, учитывая величину предмета сосания, нужно открыть рот шире)[2] . Собственно, адаптация- это и есть собственная активность субъекта (субъект-объектное взаимодействие). Таким образом, ребёнок должен взаимодействовать с объектами, чтобы познать их. В этом и заключается идея трансформации (первая центральная идея теории Пиаже). Из нее следует, что граница между субъектом и объектом подвижна, ребенок познает объекты все более адекватно, и таким образом, все больше приближается к объективности.[1]

## История создания концепции
В 1920-х годах Ж. Пиаже впервые начал изучать проблематику части и целого с психологической точки зрения. До 1921 года Пиаже подготавливал теоретическую основу для дальнейших исследований, а начиная с 1925 года провёл эмпирические исследования по изучению мышления и речи у детей.
В 1925—1929 годы Пиаже начал изучать деятельную сторону словесного мышления, провел анализ строения и функциональных отличий интеллекта в различные периоды его развития. Работы Пиаже публикуются в многочисленных книгах («Возникновение интеллекта у ребёнка») и статьях («Первый год детства», 1927). К 1929 году Пиаже увеличил свою выборку, добавив к ней анализ интеллекта более старших детей уже среднего возраста, изучил формирования у них понятий числа и количества. Эти исследования подробно изложены в литературе: «Генезис числа у ребёнка» (совм с А. Шеминской, 1941), «Развитие количества у ребёнка»(совм с Б. Инельдер). В период с 1929—1939 годов, Пиаже создает логическую концепцию, выработанную специально для изучения развития интеллекта. Так, Пиаже начинает формулировать свои первые идеи операциональной концепции. Несколько лет Пиаже изучал математику, физику, биологию, и к 1940 совершенствует свою теорию операционального интеллекта. Кроме того он изучает, проводя многочисленные эксперименты, развитие понятий, развитие движения и скорости у ребёнка, основываясь уже на своей концепции.

## Понятия группировок и операций
Чтобы лучше понять реальное функционирование интеллекта, нужно обратиться к понятиям «группировок» и «операций». Так, группировка — это закрытая обратимая система, в которой все операции объединены в нечто целое и подчиняются определенным законам. Рассмотрим их.
1. Транзитивность. Это возможность объединения в одну группу 2 различных элемента, причём это объединение затем даёт более широкий класс (мальчик и девочка = дети).
2. Обратимость. Каждая логическая операция имеет противоположную операцию, способную аннулировать первичную. Другими словами, каждому умственному действию соответствует симметричное действие, которое позволяет вернуться к отправному пункту[5](например, для операции сложения это будет операция вычитания. 3 + 2 = 5, но 5 - 2 = 3).
3. Ассоциативность заключается в том, что не имеет значения очерёдность объединения действий, главное — это идентичный результат во всех других случаях. Можно привести пример из математики: (1+2)+(3+4)=(3+1)+(4+2).
4. Идентичность. Основная идея состоит в возможности аннулировании операции, при соединении её с противоположной ей операции (3-3=0). То есть мы провели действия, но результат равен 0.
5. Тавтология — при повторении утверждения оно остается без изменения, информативность высказывания никак не меняется. Например, А>В, А>В= А>В[1].

Пиаже обратил внимание на то, что перед формированием логических операций ребёнок выполняет «группировки» объектов (собирает игрушечную пирамидку)
Операции — внутренние интериоризованные действия, скоординированные в целостную систему с другими действиями и обладающие свойством обратимости. Главное понятие в структуре операций — это схема действия. Схема действия помогает ребенку адекватно взаимодействовать с разными объектами. Схема действия-это то, что повторяется в действии при его многократном повторении в разных ситуациях. Действия должны быть схожими по своим проявлениям в разных ситуациях (например такие действия, как упорядочивание, разделения, комбинирования или перестановки предметов).

## Стадии и периоды развития интеллекта в операциональной концепции Пиаже
Стадии должны быть строго в определенном порядке, каждый период или подпериод базируется на уже построенном. Длительность стадий зависит от внешней среды, физического или социального окружения ребенка.

#### Период сенсомоторного интеллекта (от 0 до 2 лет)
Он включает в себя формирование сенсомоторных структур.
Делится на такие подпериоды как:
1. центрация на собственном теле (0—9 месяцев) — ребёнок пробует совершать действия с предметами, формируются первые навыки, координация зрения, хватания и вторичные круговые реакции (действие, ради получения впечатлений)
2. объективация практического интеллекта (9—24 месяцев) — возникает практический интеллект (ребёнок закрепляет повтором понравившееся действие), третичные круговые реакции (осознанное изменение самого действия), начало дедуктивного мышления, озарения (инсайты)

#### Репрезентативный интеллект (ведет к конкретным операциям) и период конкретных операций (от 2 до 12 лет)
I. Дооперациональный интеллект подразделяется на:
- стадия символического мышления -во время нее развивается речь, но она эгоцентрична (направлена на себя) —проходит от 2 до 4 лет;
- стадия интуитивного наглядного мышления (от 4 до 7 лет)- в это время ребёнок в первую очередь опирается на восприятие.

II. Период конкретных операций (от 7 до 12 лет). Ребёнок учится доказывать и соотносить разные точки зрения окружающих. Формируется понятие сохранения, появляется принцип компенсации (изменение в одном измерении компенсирует изменение в другом, принцип идентичности (неизменность объекта)
III. Период формальных операций (от 11 до 12 лет): во время этой стадии у юноши формируется способность рассуждать не только о текущем моменте, в котором он находится в данный момент. Формируется гипотетико-дедуктивное мышление (ребенок рассуждает опираясь на общие посылки), строится иерархия операций и их дифференциация, ребёнок научается мыслить, используя абстрактные понятия

## Критика концепции Ж.Пиаже
Рассмотрим некоторые моменты критики операциональной теории.
- Критик Ф. Ригель в работе «диалекты человеческого развития» (Dialectic of human development,1976)[7]предложил в дополнении к Пиаже пятую — постформальную стадию развития. Она преодолевает те ограничения, которые свойственны стадии формальных операций в теории Пиаже, например, игнорирование процессов развития после подросткового возраста. Эту критическую идею поддержали такие психологи как Broughton в своей статье «Когнитивное развитие взрослых и идентификация» (The Cognitive-Developmental Theory of Adolescent Self and Identity,1978)[8]
- Критик Ч. Брэйнерд в своей работе «Главный вопрос когнитивной теории» (The stage question in cognitive theory, 1978)[9]утверждал, что Теория Пиаже описывает развитие, но не объясняет его. В одном представлении теория не дает достаточно ясного объяснения когнитивного развития, а в другом, что теория много описывает, но мало объясняет. Этого мнения придерживались такие критики как Boden в своей работе «Пиаже, современные мастера» (Piaget,Modern Masters S; 1995); Halford: «Размышления о 25 летнем когнитивном развитии Пиаже» (Reflections on 25 years of Piagetian cognitive development,1989)[10]. Сам Пиаже считал, что его главная задача состоит в установлении новых форм мышления. Его интересовала последовательность стадий, а не зависимости их наступления от возраста, физического опыта или социальных условий.
- Критики утверждают, что теория Пиаже опирается на синхронность развития познавательных структур, которая не подтверждается эмпирическими данными. Так, в теории Пиаже говорится о синхронности развития познавательных структур, но в эмпирических исследованиях обнаруживают асинхронию в задачах на конкретные операции и формально-операциональные. (Брэйнерд,1973; Хупер, 1978, «A longitudinal analysis of logical reasoning relations»[11])

- Критики, (например, Sinclear (Developmental psycholinguistics,1969)[12]) считают, что теория Пиаже носит парадоксальный характер, поскольку она оценивает мышление на основе речи. При анализе Пиаже опирался на клинический метод и связанные с ним вербальные методики. Но не включил речь в свое теоретическое определение операционального развития, что и является парадоксом. (Ларсон, "Methodology in developmental psychology: An examination of research on Piagetian theory,1977)[13]

- Помимо этого оспаривались и возрастные нормативы Пиаже (Р. Эннис, Children’s ability to handle Piaget’s propositional logic: A conceptual critique, 1982[14]). Но сам Пиаже на первое место ставил изучение последовательностей развитие интеллекта, а не конкретный возраст детей, как это делал бы дифференциальный психолог.

## Практическое применение теории Ж. Пиаже
Сейчас широко используются «пробы Пиаже» (задания, основывающиеся на способности ребёнка соотносить один и тот же объект к нескольким классам) для определения на каком из этапов интеллектуального развития находится ребёнок.